# Grand Promenade
Grand Promenade est un ensemble de cinq gratte-ciel résidentiels construits en 2005 à Hong Kong en Chine. Les tours 2, 3, et 5 s'élèvent à 219 mètres pour 68 étages et les tours 1 et 6 mesurent 209 mètres pour 63 étages. Le chiffre 4 est omis dans la numérotation des tours pour des raisons de superstition.